# Mesocapnia oenone
Mesocapnia oenone är en bäcksländeart som först beskrevs av Sheffield Airey Neave 1929.  Mesocapnia oenone ingår i släktet Mesocapnia och familjen småbäcksländor. Inga underarter finns listade i Catalogue of Life.